# Liskeard-und-Looe-Union-Kanal

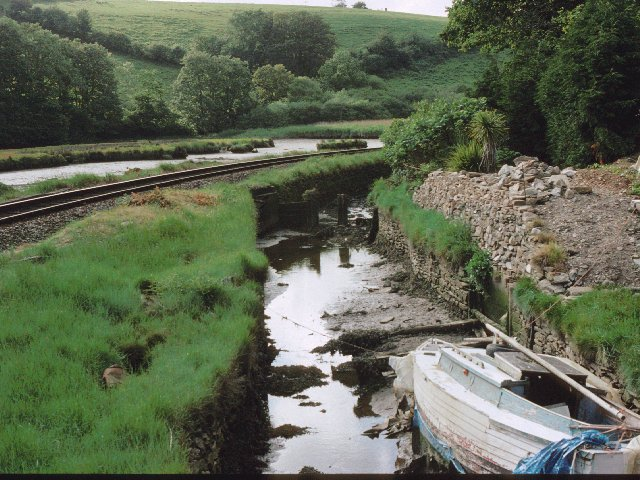
Liskeard-und-Looe-Union-Kanal

Der Liskeard-und-Looe-Union-Kanal ist ein aufgegebener Kanal zwischen Liskeard und Looe in der englischen Grafschaft Cornwall. Der Kanal war knapp 12 km lang und hatte 25 Schleusen. Er wurde im Jahr 1828 eröffnet und war bis 1910 in Betrieb. 

## Planung und Vorarbeiten
Erste Pläne für den Bau des Kanals entstanden bereits in den 1770er Jahren, aber erst 1823 begannen unter der Leitung des Wasserbauingenieurs Robert Coad die für den Kanalbau notwendigen Vermessungsarbeiten. 

## Genehmigung und Bau des Kanals
Für den Bau war ein Parlamentsbeschluss erforderlich. Dieser erging im Jahr 1825 und genehmigte die Gründung der Liskeard and Looe Union Canal Company, die Kapitalbeschaffung (13.000 £ in Anteilen zu 25 £) und die bedarfsweise Aufnahme einer Hypothek in Höhe von 10.000 £. 
Die Kanalgesellschaft erhielt das Recht zur Wasserentnahme, zum Bau der notwendigen Verbindungsstraßen und durfte Interessenten den Bau von Anlegern und Lagerhäusern gestatten. Die Baukosten für den Kanal wurden auf 12.577 £ geschätzt. Der Parlamentsbeschluss schrieb eine Bauzeit von maximal 5 Jahren vor, aber bereits 1828 war der Bau, für den ebenfalls Robert Coad verantwortlich war, vollendet und der Kanal konnte dem Verkehr übergeben werden. 

## Bauausführung und Streckenverlauf
Der Ausgangspunkt des Kanals lag in Tarras Pill auf dem Gebiet der Gemeinde Duloe. Die Trasse verlief von dort in nördlicher Richtung nach Moorswater in der Nähe von Liskeard. Er war ca. 1,30 m (4 Fuß) tief und an der Sohle ca. 4,25 m (14 Fuß) breit. An der Wasserlinie betrug die Breite ca. 7,90 m (26 Fuß). Das Wasser für den Betrieb wurde dem Fluss Looe und dem Flüsschen Crylla entnommen, das teilweise auch für die Wasserzuführung genutzt wurde. Der Kanal hatte eine Länge von 11.973 m (5 Meilen 7 Furlong), bei Sand Place gab es einen Zweigkanal mit einer Länge von ca. 1600 m (1 Meile). Mit 25 Schleusen wurde ein Höhenunterschied von 47,5 m (156 ft) überwunden.

## Betrieb
Der Kanal erfüllte die Erwartungen seiner Erbauer. In den Anfangsjahren wurden In den ersten Jahren wurden in südlicher Richtung vorwiegend Agrarprodukte befördert, nordwärts waren es Dünger, Kalkstein und Kohle. In den 1840er Jahren gewann der Bergbau auf dem Caradon Hill nördlich von Moorswater an Bedeutung, was zu einem Anwachsen der Mineraltransporte in südliche Richtung führte. Die Erze, hauptsächlich Kupfer, Zinn und Blei wurden mit Packpferden vom Caradon Hill nach Moorswater gebracht, wo sie auf Lastkähne verladen wurden.

## Eisenbahnen
Der Transport mit Packpferden war schwierig und teuer, so dass  im Jahr 1843 ein Parlamentsbeschluss erwirkt wurde, der den Bau der Liskeard and Caradon Railway von Moorswater zu den Bergwerken am Caradon Hill ermöglichte. 
In den folgenden Jahren konnte der Kanal die durch den Bergbau weiter steigenden Gütermengen nicht mehr bewältigen. Als Ersatz wurde der Bau einer parallel zum Kanal verlaufenden Eisenbahnstrecke, der Liskeard and Looe Railway, in Angriff genommen. Der notwendige Parlamentsbeschluss erging im Jahr 1853. Die Liskeard and Caradon Railway wurde 1917 stillgelegt, die Liskeard and Looe Railway ist als Looe Valley Line heute noch in Betrieb. 